# Stolperwörter-Lesetest
Der Stolperwörter-Lesetest (kurz Stolperwörtertest oder Stolle) ist Test zur Messung der Lese-Leistung. Er wird in den Schulklassen 1 bis 4 eingesetzt. Er misst Lesegeschwindigkeit (Tempo und Genauigkeit) sowie das Verstehen auf Ebene des Satzes. Dabei bietet der Test nach Hans Brügelmann keine spezifische Diagnose des Leistungsprofils, sondern identifiziere lediglich Schüler mit Defiziten in der Leseentwicklung. Der Test ist ein Standard-Diagnose-Instrument in Grundschulen. Für die Interpretation der Testergebnisse stehen Prozentrang-Vergleichstabellen zur Verfügung, die geeicht sind, allerdings wurde Stolle nicht systematisch validiert und normiert.

## Herkunft und Einsatz
Der „Stolperwörter-Lesetest“ wurde von dem Berliner Grundschullehrer und Fibelautor Wilfried Metze im Jahre 2002 entwickelt. Er steht seitdem für den kostenlosen Einsatz in der Grundschule auf der Internetseite des Autors zum Download zur Verfügung.
In der Forschung fand er Einsatz in der LUST-Studie in Siegen (Lese-Untersuchung mit dem Stolperwörter-Test).

## Beschreibung und Aufbau des Tests
Zielsetzung
Der Stolperwörter-Lesetest dient zur Überprüfung der Lesefertigkeit und -fähigkeit von Schulkindern im deutschen Sprachraum.
Anwendungsbereich
1. Der Stolperwörter-Lesetest liegt als Klassentest mit Normwerten für alle Grundschulklassen vor. Es gibt zwei analoge Verfahren für die Klasse 1 und für die Klassen 2-4, die sich lediglich im Aufgabenumfang und in der Durchführungsdauer unterscheiden.
2. Das Verfahren kann jedoch auch in anderen Schulformen und -stufen eingesetzt werden sowie als Einzeltest.
Aufbau
Normwerte für das Verfahren liegen für das Speedverfahren (s. u.) des Tests vor. Die Durchführungsanleitung gibt aber auch Hinweise für eine zusätzliche Power-Durchführung.
Den Kindern werden 45 (Klasse 1) bzw. 60 Items (=Sätze in Klasse 2-4) vorgelegt, bei denen sie je ein störendes Wort (Störer; auch Stolperwort) identifizieren und streichen müssen (Pencil-Paper-Verfahren). Die Bearbeitungszeit liegt zwischen 10 (Klasse 1) und 4 Minuten (Klasse 4).
Parallelform
Pseudo-Parallelformen: Der Test liegt in den beiden Formen A und B, die durch die unterschiedliche Reihenfolge derselben Items entstehen, vor.
Anwendungsbereich
Die Vergleichswerte beziehen sich jeweils auf die Schuljahresmitte (Zeitfenster: 8 Wochen im Februar/März).
Durchführungszeit
Inklusive Instruktion liegt die Durchführungszeit bei ca. 20 Minuten. Die Instruktionszeit liegt bei 10 Minuten. Die Testzeit schwank zwischen 10 (1. Klasse) und 4 (4. Klasse) Minuten.
Auswertung
Die Auswertung kann über Kontrolle der „Störer“-Listen, aber auch über Schablonen erfolgen. Es werden Rohwerte für die bearbeiteten Sätze und die Fehler ermittelt. Damit kann der zentrale Vergleichswert „richtige Sätze pro Minute“ bestimmt werden.
Normen
Es liegen Prozentrangnormen für die unterschiedlichen Werte je Klassenstufe, Geschlecht und Migrationsstatus vor für Vergleiche zur Schuljahresmitte.
Die Vergleichstichprobe (LUST-1) besteht aus insgesamt 20864 Kindern aus drei verschiedenen Schulbezirken Nordrhein-Westfalens.
Reliabilität
Internere Stimmigkeit:
Retest-Methode nach einer Woche sowie nach etwa einem halben Jahr.
Validität
Logische Validität
Hohe Korrelationen mit anderen Verfahren zur Erfassung der Leseleistung (Worttest O40 r=.41-.76** / Hamlet 3/4 Leseverständnis r=.61-.87**)
Der Stolperwörtertest umfasst einen größeren Bereich von Leseprozessen. Es werden jeweils Sätze vorgegeben, in die ein Wort eingebaut wurde, das nicht dorthin gehört und das als nicht zugehörend identifiziert werden muss.
- Beispiel: Meine Mutter trinkt gern schwach Kaffee.

Um die Aufgabe lösen zu können, muss zumindest ein großer Teil der Wörter richtig erlesen werden. Darüber hinaus wird das Abrufen der erlesenen Einzelwörter aus dem Kurzzeitspeicher und die vergleichende Verarbeitung durch Aktivierung der grammatischen, syntaktischen und semantischen Lexika benötigt.